# Preselección chilena para la OTI
El Festival OTI Nacional de la televisión chilena era la instancia en que se elegía anualmente al representante de Chile para el Festival de la OTI internacional. De este modo, los canales chilenos asociados a la OTI se turnaban cada año para designar al defensor de la televisión chilena en el certamen iberoamericano. También, en al menos dos ocasiones, se dio que dos o más canales transmitieran conjuntamente tanto la preselección chilena como el Festival OTI internacional. En particular, dicha situación se dio en 1978 y 1986, ambas ocasiones en que Chile fue la sede de la edición internacional del certamen iberoamericano.

## Historia

### Década de 1970
Para la preselección para la OTI 1976 celebrada en el Teatro Astor, el jurado dejó en segundo lugar a la cantante Patricia Maldonado, quien ampliamente acusó en la prensa la poca fiabilidad del jurado, que se había visto, en su opinión, avasallado por la trayectoria del vencedor, José Alfredo Fuentes. Maldonado posteriormente representaría a la televisión chilena en la OTI 1979, mientras que Fuentes, que ya había representado a Chile en la OTI 1974, alcanzaría en 1976 el tercer lugar, la mejor posición hasta entonces de Chile en una OTI internacional.

#### Preselección 1978
La preselección de 1978 tenía un carácter especial, ya que la canción ganadora representaría al país en el Festival OTI Internacional que por primera vez se organizaría en Chile, dada la renuncia de Nicaragua.
El festival OTI Nacional de 1978 fue un hito para el desarrollo de la televisión chilena, al ser la primera transmisión oficial y conjunta en colores de los canales 13 de la Universidad Católica, 9 de la Universidad de Chile y 5 de la Universidad Católica de Valparaíso. Esta preselección tuvo una particular modalidad: una semifinal de parte de Televisión Nacional de Chile y otra a través de una serie de programas transmitidos por los canales universitarios —Canal 13, Canal 9 y UCV Televisión—.
Las preselecciones de la televisión universitaria se emitieron desde el Teatro Oriente, con la conducción de Juan Guillermo Vivado (Canal 9), Carmen Jaureguiberry (Canal 13), Rodolfo Torrealba (UCV TV), Juan La Rivera (Canal 13), Raquel Argandoña (Canal 9) y María José del Rey (UCV TV). En una de las preselecciones se hizo un número humorístico-musical de Mario Kreutzberger «Don Francisco» —quien años más tarde sería uno de los presentadores de la OTI 1989 celebrada en Miami— y Mandolino.
La jornada final, ya emitida por todos los canales, se realizó el 29 de octubre en el Teatro Municipal de Santiago, siendo presentada por quienes serían los conductores de la propia edición internacional del Festival, a desarrollarse a fines de 1978 en Santiago de Chile, Raúl Matas y Raquel Argandoña. Esta terminó en polémica, al vencer contra todo pronóstico el tema composición de Florcita Motuda, «Pobrecito mortal, si quieres ver menos televisión, descubrirás qué aburrido estarás por la tarde», ya que el público asistente consideraba que el tema de Motuda no sería un digno representante, dado el carácter rupturista de la obra. Tras un llamado del mismo Matas al público a mantener respeto y aun entre algunas rechiflas, Florcita Motuda pudo interpretar su canción ya triunfadora.
El mito contaba que la favorita del público era «La tregua», de Óscar Andrade, que luego sería un éxito de ventas en Chile y que se basaba en el libro de Mario Benedetti, pero cabe señalar que esta canción fue derrotada en semifinales por el tema "Viejo pueblo, volveré" de Luis Miguel Silva. Asimismo, en la misma preselección, concursaron también Cristóbal, quien venciera en el Festival de Viña en 1984, y Osvaldo Díaz, quien ya había representado a Chile en la OTI 1975 y volvería a hacerlo en la OTI 1990. 
Las 12 canciones que se presentaron en la final de la preselección nacional, en el Teatro Municipal de Santiago, fueron, en orden de presentación:
- "Pobrecito mortal..." de Florcita Motuda
- "Dime que sí, dilo otra vez" de María Luisa Sousa
- "Vamos paloma" de Osvaldo Díaz
- "Sin nombre, sin voz" del Dúo Libra
- "El cantar del cantor" de Julio Zegers
- "Tu invento soy yo" de María Inés Naveillán
- "La vida en un día" de Ángel Maulén
- "El costurero" de Mariela y José Miguel González
- "Viejo pueblo, volveré" de Luis Miguel Silva
- "Un poeta diferente" de Luz Eliana
- "El siglo se va" de Antonio Zabaleta
- "En casa de una mujer llamada María" de Capri.[1]

La votación del jurado (compuesto por la folclorista Raquel Barros, el chelista Carlos Dourthé, el músico y publicista Mariano Casanova, la atleta Alejandra Ramos y el periodista Ítalo Passalacqua) fue la siguiente:
| Canción                      | Raquel Barros | Carlos Dourthé | Mariano Casanova | Alejandra Ramos | Ítalo Passalacqua | Total |
| ---------------------------- | ------------- | -------------- | ---------------- | --------------- | ----------------- | ----- |
| "Pobrecito mortal..."        | 5             | 4              | 5                | 4               | 5                 | 23    |
| "Vamos paloma"               | 4             | 4              | 4                | 4               | 3                 | 19    |
| "Un poeta diferente"         | 5             | 4              | 4                | 4               | 2                 | 19    |
| "El siglo se va"             | 3             | 5              | 4                | 2               | 4                 | 18    |
| "Tu invento soy yo"          | 3             | 3              | 3                | 4               | 4                 | 17    |
| "Sin nombre, sin voz"        | 3             | 4              | 4                | 2               | 3                 | 16    |
| "En casa de una mujer..."    | 4             | 4              | 4                | 3               | 1                 | 16    |
| "Dime que sí, dilo otra vez" | 3             | 3              | 4                | 3               | 2                 | 15    |
| "El costurero"               | 3             | 4              | 4                | 3               | 1                 | 15    |
| "Viejo pueblo, volveré"      | 3             | 3              | 3                | 2               | 1                 | 12    |
| "La vida en un día"          | 3             | 2              | 3                | 1               | 2                 | 11    |
| "El cantar del cantor"       | 3             | 2              | 3                | 2               | 1                 | 11    |

#### Preselección 1979
Las 8 canciones que se presentaron en la final de la preselección nacional, fueron, en orden de presentación:
- "Sol de primavera" de Sebastián Lee
- "Sentimiento latino" de Alexander Murray
- "De naranjas e infancia" de Patricia Meza y Grupo Mesaluba
- "La música" de Patricia Maldonado
- "Oratorio menor" de Luz Eliana
- "Vuelo de amor" de Osvaldo Díaz
- "Pero no pintes tristezas" de María Inés Naveillán
- "De aire suave y delicado" de Enrique Saa.[3]

La votación del jurado (compuesto por la animadora María Olga Fernández, el compositor Homero Zamorano, la periodista Cecilia Serrano, el músico José Goles y el director de orquesta Juan Azúa) fue la siguiente:
| Canción                    | María Olga Fernández | Homero Zamorano | Cecilia Serrano | José Goles | Juan Azúa | Total |
| -------------------------- | -------------------- | --------------- | --------------- | ---------- | --------- | ----- |
| "La música"                | 5                    | 5               | 4               | 4          | 5         | 23    |
| "De naranjas e infancia"   | 5                    | 3               | 5               | 5          | 5         | 23    |
| "Pero no pintes tristezas" | 5                    | 5               | 4               | 5          | 4         | 23    |
| "Oratorio menor"           | 4                    | 3               | 5               | 5          | 5         | 22    |
| "Vuelo de amor"            | 4                    | 4               | 3               | 3          | 4         | 18    |
| "Sentimiento latino"       | 3                    | 3               | 3               | 3          | 3         | 15    |
| "Sol de primavera"         | 3                    | 2               | 3               | 3          | 3         | 14    |
| "De aire suave y delicado" | 2                    | 2               | 2               | 2          | 3         | 11    |

Dado el triple empate, los miembros del jurado debieron votar nuevamente entre cada una de las 3 canciones que obtuvo 23 puntos. La canción "La música" obtuvo 3 votos, mientras que "De naranjas e infancia" obtuvo 2 preferencias.

### Década de 1980

#### Preselección 1980
Las 7 canciones que se presentaron en la final fueron las siguientes, en orden de presentación:
- "El muchacho del tren" de Capri
- "La canasta"
- "El titiritero"
- "Fundamental"
- "Para este amor" de María Angélica Ramírez
- "Marisol Giraud" de Fernando Ubiergo
- "Sin razón" de Nino García

En el primer lugar quedaron empatadas "Para este amor" y "Sin razón", realizándose un desempate donde triunfó la segunda composición. La votación del jurado fue la siguiente:
| Canción                | Benjamín Mackenna | José Goles | Stephan Terz | Ítalo Passalacqua | Franz Benko | Total |
| ---------------------- | ----------------- | ---------- | ------------ | ----------------- | ----------- | ----- |
| "Sin razón"            | 4                 | 5          | 5            | 4                 | 5           | 23    |
| "Para este amor"       | 4                 | 5          | 4            | 5                 | 5           | 23    |
| "El muchacho del tren" | 4                 | 4          | 5            | 4                 | 5           | 22    |
| "El titiritero"        | 2                 | 3          | 3            | 3                 | 4           | 15    |
| "Fundamental"          | 2                 | 3          | 3            | 3                 | 4           | 15    |
| "La canasta"           | 3                 | 2          | 2            | 3                 | 4           | 14    |
| "Marisol Giraud"       | 2                 | 2          | 3            | 3                 | 3           | 13    |

#### Preselección 1981
La preselección chilena para la OTI 1981 se realizó el 31 de octubre desde el Hotel Holiday Inn Cordillera, contando con la animación de Juan Guillermo Vivado (Teleonce) y un intermedio a cargo del humorista Coco Legrand. Fue transmitido a las 21:30 en cadena nacional de televisión. Las canciones participantes fueron, en orden de presentación:
- "Si hoy tenemos que cantar a tanta gente, pensémoslo" de Florcita Motuda
- "Manifiesto de amor" de Gabriela
- "Cada día que pasa" de Gloria Simonetti
- "A dónde vas Mesalina" de Patricio Renán
- "O te vas o te quedas" de Patricia Maldonado
- "Abrázame" de Mónica de Calixto y Jorge Rebel
- "Barcelona" de Osvaldo Díaz
- "Canción para gente común" de Óscar Andrade
- "Mucho más" de Ginette Acevedo
- "Con la fuerza de los dos" de María Inés Naveillán
- "Esta canción es para ti" de Sergio Cerda
- "Tres minutos" de Cristina

#### Preselección 1982
La preselección chilena de 1982 fue realizada mediante una serie de microprogramas que, en horario nocturno y desde agosto, eran exhibidos en Televisión Nacional con las canciones que habían sido postuladas para que, finalmente, se hiciera un programa en que se definió al clasificado local.

#### Preselección 1983
La preselección chilena de 1983 fue realizada mediante cadena nacional de televisión el 29 de agosto.

#### Preselección 1985
La preselección chilena de 1985 se realizó el 13 de agosto de 1985. Las canciones participantes fueron:
- "Veintisiete" de Nino García
- "Súbete a este viaje" de Keko Yunge
- "La fuerza de tu amor" de Soledad Guerrero
- "Joven 1985" de Rodolfo Navech
- "Para poder vivir" de Juan Carlos Duque
- "Pasos de ciudad" del Grupo Cando
- "A través de ti" de Cristóbal
- "Niño blanco, niño negro" del Grupo Los Rockmánticos

#### Preselección 1987
Nino García, autor e intérprete del tema representante de la televisión chilena en la OTI 1980, «Sin razón», volvería a presentarse en la preselección chilena para la OTI 1987 con el tema "Cuando están aquí", clasificándose en tercer lugar, tras el vencedor «Chocando paredes» de Eduardo Valenzuela y de «Aventura» de Scottie Scott, en la voz de Alejandro de Rosas.
Las canciones participantes fueron, en orden de presentación:
- "Cuando están aquí" de Nino García
- "Aventura" de Alejandro de Rosas
- "No fue mi culpa" de Patricia Frías
- "Mi niña se fue" de Juan Eduardo Fuentealba
- "Ahora" de Mauricio Galleguillos
- "Chocando paredes" de Eduardo Valenzuela
- "El amor siempre está" de Tatán
- "Me llena de miedo" de Diego Luna

### Década de 1990

#### Preselección 1991
La preselección OTI 1991 se realizó en el programa Martes 13, como parte del certamen «Una canción para el invierno», que además contó con el patrocinio de la Ilustre Municipalidad de Santiago. 
Las canciones participantes fueron:
- "No basta con una canción" de Pancho Puelma
- "Tan sólo tú" de Luis Dimas
- "Un corazón herido" de Sebastián
- "Como la marea no soy" de María Inés Naveillán
- "Vuelve" de Jorge Caraccioli
- "Donde vayas, donde estés" de Cristóbal
- "Sueño de abril" de Marco Antonio Fernández
- "La vecina" de Cecilia Castro
- "Haciendo música" de Claudio Escobar[6]

Se realizaron tres semifinales en los programas del 23 de julio, 30 de julio y 6 de agosto, siendo la gran final realizada el 13 de agosto.

#### Preselección 1994
Tal como en 1978, la preselección chilena de 1994, celebrada el 17 de septiembre en el restaurante Los Adobes de Argomedo con retransmisión y producción de Megavisión, también estuvo rodeada por la polémica. El conjunto La Sociedad, que quedó en segundo lugar con la canción «Nada quedará», que luego sería un éxito de ventas en Chile, acusó al jurado de estar predispuesto a clasificar al tema vencedor, la composición de Luis «Poncho» Venegas, «La vida va», cantada por María Inés Naveillán.
Las canciones participantes fueron:
- "Nada quedará" de La Sociedad
- "Una forma de ser" de Paula Bascuñán
- "Como dos ríos" de Tita Parra
- "Sortilegio" de Claudio Guzmán
- "Cuando suenan las campanas" de Gipsy Romero
- "La vida va" de María Inés Naveillán

#### Preselección 1995
La preselección chilena para la OTI 1995, organizada por Canal 13, fue quizás de las más nutridas en compositores de prestigio en Chile: además del vencedor, Alberto Plaza, quien quedaría en segundo lugar en la OTI internacional con su «Canción contra la tristeza», participaron cantautores como Claudio Guzmán, Julio Zegers y Eduardo Gatti.
Se realizó una semifinal el 14 de agosto con 6 participantes y una final con 3 el día 21 de agosto.

#### Preselección 1996
El autor de la canción vencedora de la preselección para la OTI 1996 era José Luis Ubiergo, nada menos que el hermano de quien venciera en la OTI 1984 representando a la televisión chilena, el cantautor Fernando Ubiergo. 

#### Preselección 1998
Florcita Motuda fue un compositor contumaz, presentándose en al menos cinco preselecciones chilenas para el Festival de la OTI, clasificando en 1978, 1981 y 1998, siendo además este último año la segunda victoria chilena en la OTI internacional. 

#### Preselección 1999 - 2000
La preselección chilena en 1999 alcanzó a tener sus presentadores designados, al poner Canal 13 en dicho puesto a Susana Roccatagliata y a Giancarlo Petaccia; sin embargo, la edición internacional de ese año fue suspendida por desastres naturales en Veracruz, donde se llevaría a efecto la edición iberoamericana, por lo que ambos presentadores fueron «reciclados» para el año siguiente.

## Preselecciones chilenas para la OTI
Chile concurrió al Festival de la OTI ininterrumpidamente desde su primera edición en 1972 hasta la última versión en 2000. En la lista que se detalla a continuación, se nombran las canciones que representaron a Chile en el Festival OTI.
| Año  | Autor(es)                                     | Canción                                                                                              | Presentador(es) | Canal(es)                                          |
| ---- | --------------------------------------------- | --- | --- | -------------------------------------------------- |
| 1972 | Guillermo Basterrechea y Eduardo Tarifa       | «Una vez, otra vez»                                                                                  | César Antonio Santis | TVN                                                |
| 1973 | Antonio Zabaleta                              | «Cuando tú vuelvas»                                                                                  | | TVN                                                |
| 1974 | José Alfredo Fuentes                          | «Amor, volveré»                                                                                      | | TVN                                                |
| 1975 | Luis "Poncho" Venegas                         | «Las puertas del mundo»                                                                              | | TVN                                                |
| 1976 | José Alfredo Fuentes y Óscar Cáceres          | «Era sólo un chiquillo»                                                                              | | TVN                                                |
| 1977 | Nano Acevedo                                  | «Oda a mi guitarra»                                                                                  | Juan Guillermo Vivado | Canal 13                                           |
| 1978 | Florcita Motuda                               | «Pobrecito mortal, si quieres ver menos televisión, descubrirás qué aburrido estarás por las tardes» | Carmen Jaureguiberry, Juan Guillermo Vivado, Juan La Rivera, Rodolfo Torrealba, María José del Rey, Raquel Argandoña y Raúl Matas | Canal 13, TVN, UCV Televisión y Canal 9            |
| 1979 | Scottie Scott                                 | «La música»                                                                                          | Rodolfo Torrealba | Canal 13, TVN, UCV Televisión, Canal 9 y Red Norte |
| 1980 | Nino García                                   | «Sin razón»                                                                                          | Scottie Scott y César Antonio Santis                                                                                              | Canal 13                                           |
| 1981 | Florcita Motuda                               | «Si hoy tenemos que cantar a tanta gente, pensémoslo»                                                | Juan Guillermo Vivado | Canal 13, TVN, UCV Televisión y Teleonce           |
| 1982 | Juan Pablo Méndez                             | «Si no hubieras estado tú»                                                                           | José Alfredo Fuentes | Canal 13                                           |
| 1983 | Wildo                                         | «La misma vida, el mismo modo»                                                                       | Jorge Rencoret y Pamela Hodar | Teleonce                                           |
| 1984 | Fernando Ubiergo                              | «Agualuna»                                                                                           | Jorge Rencoret y Pamela Hodar | Teleonce                                           |
| 1985 | Juan Carlos Duque                             | «Para poder vivir»                                                                                   | José Alfredo Fuentes | Canal 13                                           |
| 1986 | Pancho Puelma                                 | «Desde las nubes»                                                                                    | Pamela Hodar, Katherine Salosny, Juan La Rivera, Eduardo Riveros y Javier Miranda                                                 | TVN, Canal 11 y Canal 13                           |
| 1987 | Eduardo Valenzuela                            | «Chocando paredes»                                                                                   | Katherine Salosny y Pablo Aguilera                                                                                                | Canal 11                                           |
| 1988 | Loreto Valenzuela Baudrand y Alfredo Sauvalle | «Es mi libertad»                                                                                     | Andrea Tessa y Bastián Bodenhöfer                                                                                                 | Canal 13                                           |
| 1989 | Scottie Scott                                 | «La movida»                                                                                          | Pamela Hodar y Juan Guillermo Vivado                                                                                              | TVN                                                |
| 1990 | Eduardo Carrasco                              | «Si no te tuviera a ti»                                                                              | Katherine Salosny y Julio Videla                                                                                                  | Canal 11                                           |
| 1991 | Scottie Scott                                 | «Haciendo música»                                                                                    | Javier Miranda y Viviana Nunes | Canal 13                                           |
| 1992 | Pablo Herrera y Alejandra Silva               | «Te prometo»                                                                                         | Antonio Vodanovic | TVN                                                |
| 1993 | Keko Yunge                                    | «María y Manuel»                                                                                     | Juan La Rivera | RTU                                                |
| 1994 | Luis "Poncho" Venegas                         | «La vida va»                                                                                         | Julio Videla | Megavisión                                         |
| 1995 | Alberto Plaza                                 | «Canción contra la tristeza»                                                                         | José Alfredo Fuentes, Kike Morandé y Angélica Castro                                                                              | Canal 13                                           |
| 1996 | José Luis Ubiergo                             | «Te confieso»                                                                                        | Ivette Vergara y Felipe Camiroaga                                                                                                 | TVN                                                |
| 1997 | Alejandro Afani                               | «Nunca sabrás cuánto te amo»                                                                         | Leo Caprile | Megavisión                                         |
| 1998 | Florcita Motuda                               | «Fin de siglo: Es tiempo de inflamarse, deprimirse o transformarse»                                  | Leo Caprile | La Red                                             |
| 2000 | Magdalena Matthey                             | «Tú, naturaleza»                                                                                     | Susana Roccatagliata y Giancarlo Petaccia                                                                                         | Canal 13                                           |